# Championnat de France de hockey sur glace 1983-1984
Saison précédente Saison suivante
La saison 1983-1984 est la 63e saison du championnat de France de hockey sur glace. Le championnat élite porte le nom de Nationale A.

## Nationale A

### Équipes engagées
Elles sont au nombre de 12 : 
- Amiens
- Briançon
- Chamonix
- Épinal
- Gap
- Grenoble
- Caen
- Megève
- Saint-Gervais
- Tours
- Villard-de-Lans
- Viry-Châtillon

Le Sporting Hockey Club Saint Gervais est champion en titre. Caen est promu.

#### Première phase
Toutes les équipes se rencontrent sur un aller-retour. Les résultats définissent la constitution des poules lors de la deuxième phase.
| Clt | Club            | PJ | Pts | V  | N | D  | BP  | BC  | Diff |
| --- | --------------- | -- | --- | -- | - | -- | --- | --- | ---- |
| 1er | Gap             | 22 | 36  | 17 | 2 | 3  | 176 | 90  | +86  |
| 2e  | Saint-Gervais   | 22 | 32  | 15 | 2 | 5  | 151 | 96  | +55  |
| 3e  | Grenoble        | 22 | 29  | 12 | 5 | 5  | 151 | 98  | +53  |
| 4e  | Megève          | 22 | 29  | 13 | 3 | 6  | 151 | 77  | +74  |
| 5e  | Chamonix        | 22 | 29  | 13 | 3 | 6  | 138 | 111 | +27  |
| 6e  | Viry-Châtillon  | 22 | 24  | 11 | 2 | 9  | 127 | 112 | +15  |
| 7e  | Briançon        | 22 | 21  | 10 | 1 | 11 |     |     | -30  |
| 8e  | Villard-de-Lans | 22 | 20  | 9  | 2 | 11 | 121 | 139 | -18  |
| 9e  | Tours           | 22 | 18  | 9  | 0 | 13 | 146 | 147 | -1   |
| 10e | Caen            | 22 | 11  | 4  | 3 | 15 |     |     | -62  |
| 11e | Amiens          | 22 | 9   | 3  | 3 | 16 | 93  | 201 | -108 |
| 12e | Épinal          | 22 | 6   | 2  | 2 | 18 | 104 | 195 | -91  |

#### Deuxième phase
Deux poules sont constituées : 
- une poule finale regroupant les 8 meilleures équipes de la phase préliminaire, qui se rencontrent à nouveau en aller-retour. Les points de la première phase sont conservés. L'équipe première au classement final est championne de France.
- une poule de promotion/relégation regroupant les 4 équipes restantes avec quatre équipes provenant de Nationale B et se rencontrant en aller-retour. Les quatre dernières équipes au classement final sont reléguées en Nationale B la saison suivante, les autres premières restent (ou accèdent) à la nationale A.

### Poule Finale
Classement cumulé avec la phase préliminaire :
| Clt | Club            | PJ | Pts | V  | N | D  | BP  | BC  | Diff |
| --- | --------------- | -- | --- | -- | - | -- | --- | --- | ---- |
| 1er | Megève          | 36 | 56  | 26 | 4 | 6  | 270 | 117 | +153 |
| 2e  | Gap             | 36 | 53  | 25 | 3 | 8  | 287 | 169 | +118 |
| 3e  | Saint-Gervais   | 36 | 52  | 25 | 2 | 9  | 275 | 167 | +108 |
| 4e  | Grenoble        | 36 | 48  | 22 | 4 | 10 | 238 | 160 | +78  |
| 5e  | Chamonix        | 36 | 40  | 18 | 4 | 14 | 220 | 208 | +12  |
| 6e  | Briançon        | 36 | 33  | 15 | 3 | 18 |     |     | -67  |
| 7e  | Viry-Châtillon  | 36 | 27  | 12 | 3 | 21 | 168 | 218 | -50  |
| 8e  | Villard-de-Lans | 36 | 23  | 10 | 3 | 23 | 167 | 257 | -90  |

### Poule de Promotion/Relégation
Anglet, Dunkerque, Paris et Lyon sont les qualifiés de nationale B. Lyon déclare forfait pour cette poule pour raisons financières.
| Clt | Club      | PJ | V  | N | D | BP | BC | Diff | Pun |
| --- | --------- | -- | -- | - | - | -- | -- | ---- | --- |
| 1er | Tours     | 12 | 22 |   |   |    |    |      |     |
| 2e  | FV Paris  | 12 | 18 |   |   |    |    |      |     |
| 3e  | Amiens    | 12 | 12 |   |   |    |    |      |     |
| 4e  | Épinal    | 12 | 9  |   |   |    |    |      | +7  |
| 5e  | Caen      | 12 | 9  |   |   |    |    |      | -7  |
| 6e  | Anglet    | 12 | 7  |   |   |    |    |      |     |
| 7e  | Dunkerque | 12 | 7  |   |   |    |    |      |     |

Les Français volants sont promus en Nationale A aux dépens de Caen (qui sera repêché après le forfait d'Épinal).

### Bilan de la saison
Les Boucs de Megève sont champions de France.
- Meilleur pointeur (trophée Charles-Ramsay) : Roland Cloutier (Gap)
- Meilleur joueur (trophée Albert-Hassler) : Christophe Ville (Saint Gervais)
- Meilleur espoir (trophée Jean-Pierre-Graff) : Philippe Bozon (Megève)
- Meilleur gardien (trophée Jean-Ferrand) : Patrick Foliot (Megève)
- Équipe la plus fair-play (trophée Marcel-Claret) : Briançon

## Nationale B
La saison 1983-1984 est la 12e saison du deuxième niveau du championnat de France de hockey sur glace. Il porte le nom de Nationale B.

### Équipes engagées

#### Poule nord
- Asnières
- Boulogne-Billancourt
- Courbevoie
- Dunkerque
- Paris
- Rouen
- Strasbourg
- Viry-Châtillon 2

#### Poule sud
- Anglet
- Annecy
- Dijon
- Limoges
- Lyon
- Méribel
- Pralognan
- Toulouse

### Première Phase - Poule nord

#### Scores
| Équipes    | Asnières | Boulogne | Courbevoie | Dunkerque | Paris | Rouen | Strasbourg | Viry 2 |
| ---------- | -------- | -------- | ---------- | --------- | ----- | ----- | ---------- | ------ |
| Asnières   |          | –        | –          | –         | –     | –     | –          | –      |
| Boulogne   | –        |          | –          | –         | –     | –     | –          | –      |
| Courbevoie | –        | –        |            | –         | –     | –     | –          | –      |
| Dunkerque  | –        | –        | –          |           | –     | –     | –          | –      |
| Paris      | –        | –        | –          | –         |       | –     | –          | –      |
| Rouen      | –        | –        | –          | –         | –     |       | –          | –      |
| Strasbourg | –        | –        | –          | –         | –     | –     |            | –      |
| Viry 2     | –        | –        | –          | –         | –     | –     | –          |        |

#### Classement
| # | Club       | Joués | V | N | D | bp-bc | +/- | Points |
| - | ---------- | ----- | - | - | - | ----- | --- | ------ |
| 1 | Paris      | 14    |   |   |   | -     |     |        |
| 2 | Dunkerque  | 14    |   |   |   | -     |     |        |
| 3 | Courbevoie | 14    |   |   |   | -     |     |        |
| 4 | Rouen      | 14    |   |   |   | -     |     |        |
| 5 | Boulogne   | 14    |   |   |   | -     |     |        |
| 6 | Viry 2     | 14    |   |   |   | -     |     |        |
| 7 | Asnières   | 14    |   |   |   | -     |     |        |
| 8 | Strasbourg | 14    |   |   |   | -     |     |        |

- Paris et Dunkerque accèdent à la poule de promotion en Nationale A.
- Viry 2, Asnières et Strasbourg accèdent à la poule de promotion en Nationale B.

### Première Phase - Poule Sud

#### Scores
| Équipes   | Anglet | Annecy | Dijon | Limoges | Lyon | Méribel | Pralognan | Toulouse |
| --------- | ------ | ------ | ----- | ------- | ---- | ------- | --------- | -------- |
| Anglet    |        | –      | –     | –       | –    | –       | –         | –        |
| Annecy    | –      |        | –     | –       | –    | –       | –         | –        |
| Dijon     | –      | –      |       | –       | –    | –       | –         | –        |
| Limoges   | –      | –      | –     |         | –    | –       | –         | –        |
| Lyon      | –      | –      | –     | –       |      | –       | –         | –        |
| Méribel   | –      | –      | –     | –       | –    |         | –         | –        |
| Pralognan | –      | –      | –     | –       | –    | –       |           | –        |
| Toulouse  | –      | –      | –     | –       | –    | –       | –         |          |

#### Classement
| # | Club      | Joués | V | N | D | bp-bc | +/- | Points |
| - | --------- | ----- | - | - | - | ----- | --- | ------ |
| 1 | Anglet    | 14    |   |   |   | -     |     |        |
| 2 | Lyon      |       |   |   |   |       |     |        |
| 3 | Méribel   |       |   |   |   | -     |     |        |
| 4 | Annecy    |       |   |   |   | -     |     |        |
| 5 | Dijon     |       |   |   |   | -     |     |        |
| 6 | Limoges   |       |   |   |   | -     |     |        |
| 7 | Pralognan |       |   |   |   | -     |     |        |
| 8 | Toulouse  |       |   |   |   | -     |     |        |

- Anglet et Lyon accèdent à la poule de promotion en Nationale A.
- Limoges, Pralognan et Toulouse accèdent à la poule de promotion en Nationale B.

## Bilan de la Saison
- Paris est promu en Nationale A
- Pralognan fusionne avec Méribel.